# 宮田侑
宮田 侑（みやた すすむ、1938年 - ）は、日本の学校経営者、学校法人明海大学元理事長、学校法人朝日大学元理事長。歯学博士。藍綬褒章（2003年）、旭日中綬章（2014年）受章者。

## 略歴
1961年、慶應義塾大学商学部卒業。1977年、「歯科医療管理に対する経営学的思考」で、大阪歯科大学から歯学博士を授与。1979年から1987年まで、社団法人日本私立歯科大学協会常務理事を務めた後、明海大学副学長などを経て、1997年に学校法人明海大学理事長、学校法人朝日大学理事長（どちらも2014年3月末日まで。その後、それぞれの法人の相談役に就任）。
2012年、中国の教育分野の発展への貢献と、人的交流による日中友好を推進したとして、中国国家友誼賞を受賞。

## 著書
- （宮田侑・森本基編）『歯科医療総論―歯科医学・歯科医療総論3』（「最新歯科医学知識の整理」シリーズ）医歯薬出版、1990年
- （宮田侑・森本基編）『歯科医学・歯科医療総論2』（「最新歯科医学知識の整理・フロリア」シリーズ）医歯薬出版、1994年